# جام خیریه انگلستان ۱۹۲۷
 جام خیریه انگلستان ۱۹۲۷ ، ۱۴امین رقابت سالانه مابین قهرمانان لیگ دسته اول فوتبال انگلستان و جام حذفی فوتبال انگلستان است.
این مسابقه در تاریخ ۱۲ اکتبر ۱۹۲۷ مابین تیم‌های کاردیف سیتی و کورینتیان در ورزشگاه استمفورد بریج لندن برگزار شده‌است.
تیم کاردیف سیتی در این مسابقه با نتیجه دو بر یک به پیروزی رسید.

## جزئیات مسابقه
| کاردیف سیتی    | ۲ – ۱ | کورینتیان |
| -------------- | ----- | --------- |
| فرگوسن · دیویس |       | آشتون     |